# Гибало Ростислав Віталійович
Ростисла́в Віта́лійович Гибало — полковник медичної служби, провідний хірург Національного військово-медичного клінічного центру «Головний військовий клінічний госпіталь», Заслужений лікар України (2015).

## З життєпису
1997 року закінчив Національний медичний університет імені О.О. Богомольця, лікар-педіатр, 2000-го — військово-медичну академію, лікар-хірург. З 2010 року — начальник відділення абдомінальної хірургії з палатами для хіміотерапії.
Є співавтором винаходу «Спосіб лікування хворих з рецидивними та рецидивуючими пахвинними грижами після виконаної раніше грижопластики по Постемпському».
В серпні 2014-го безпосередньо брав участь у лікуванні поранених, доставлених санітарною авіацією з передової до шпиталю з-під Іловайська.

## Нагороди
За особисту мужність, виявлену у захисті державного суверенітету та територіальної цілісності України, самовіддане виконання військового обов’язку також відзначений:
- орденом Богдана Хмельницького III ступеня [2]
- орденом Данила Галицького[3]
- медаллю «За військову службу Україні»[4]